# 谢新松
谢新松（1971年8月—），男，江苏沭阳人，中华人民共和国政治人物。

## 生平
谢新松1991年毕业于江苏省劳改警官学校。1994年10月，加入中国共产党。曾历任沭阳县委办公室副主任、研究室主任，宿迁市委副秘书长、市委办公室主任，宿迁市宿城区委副书记、区长等职。2007年12月，仇和赴云南任云南省委常委、昆明市委书记后，2008年3月谢新松调任昆明工作，曾任市委秘书长、办公室主任等职，2011年1月任昆明市委常委、宣传部长。2014年6月任昆明市委常委、副市长。2015年3月被带走接受组织调查。7月31日，云南省人民检察院决定以涉嫌受贿罪，对谢新松逮捕。
经查，谢新松在担任昆明市委办公厅主任、秘书长、宣传部部长、副市长期间，违反廉洁自律规定，长期占用民营企业车辆；违反社会主义道德，与他人通奸；为谋取不正当利益，行贿人民币7万元；利用职务上的便利为他人谋取利益，收受贿赂人民币500余万元，产生孳息100余万元。2017年1月，昆明市中級人民法院对谢新松作出一审判决：谢新松犯受贿罪，判处有期徒刑10年，判处罚金100万元。